# Terminologia dell'omosessualità

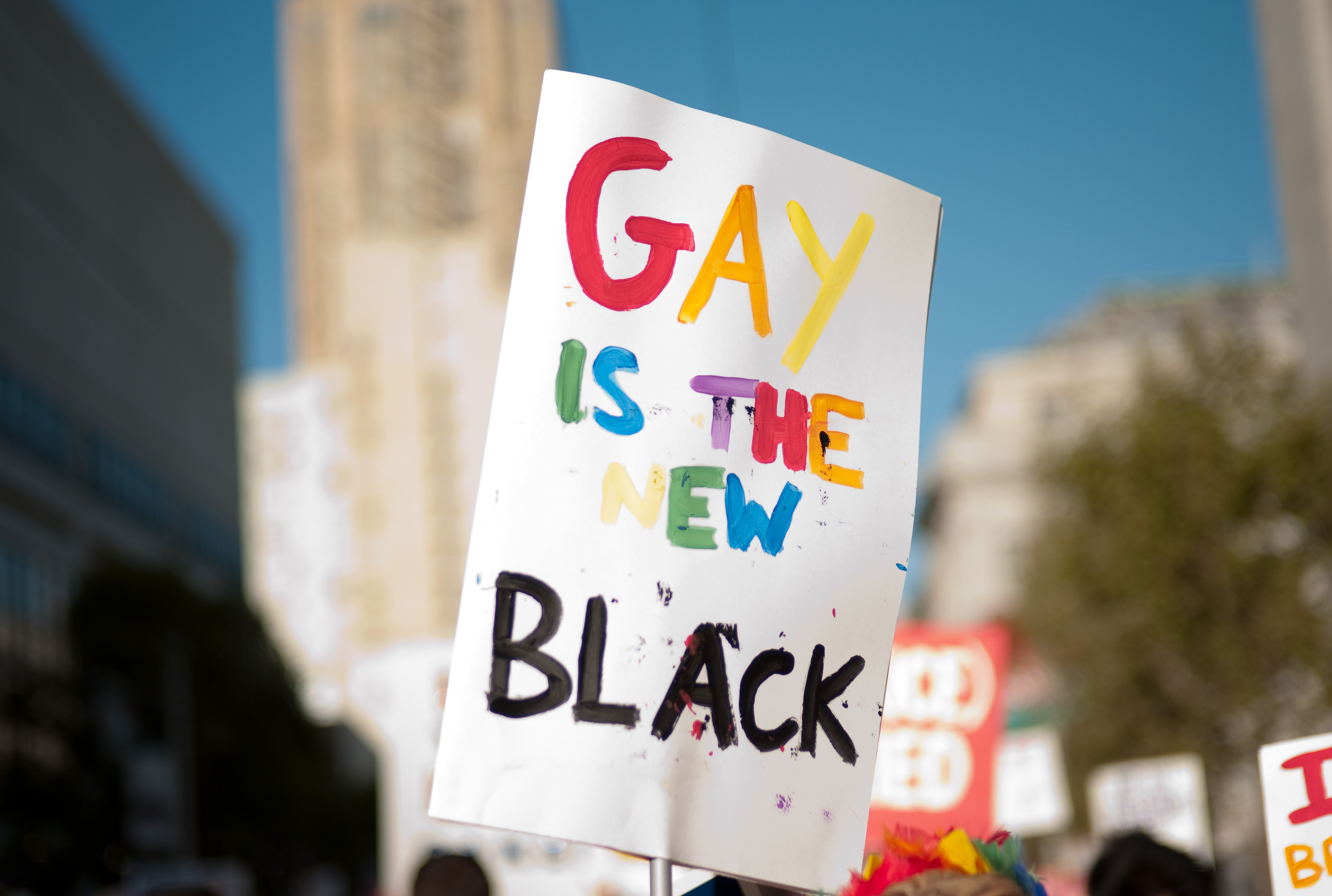
"Il gay è il nuovo nero" durante una manifestazione precedente al referendum detto California Proposition 8 del 2009.

La terminologia dell'omosessualità raccoglie le parole maggiormente utilizzate per descriverla (e di conseguenza identificarne i "portatori") nel corso dei secoli, le quali hanno però subito svariati cambiamenti a partire dal primo emergere della definizione stessa di omo-sessuale poco dopo la metà del XIX secolo; ma soprattutto a partire dal "movimento di liberazione omosessuale" della seconda metà del XX secolo.
Alcune di queste parole sono specificatamente rivolte alle donne, alcune agli uomini ed altre ancora possono invece venire utilizzate da entrambi; gli omosessuali possono infine venire identificati (o auto-identificarsi) sotto l'iperonimia Queer (usato inizialmente come insulto, ma recuperato a fini di attivismo sia politico che sociale dallo stesso movimento LGBT) o con l'acronimo LGBTQ (Lesbian, Gay, Bisexual, Transgender, Queer).
La parola composta omo-sessuale venne coniata inizialmente nel 1868; ma da quel momento in poi l'ambiente scientifico o la comunità interessati ha proseguito a sfornare altri termini correlati, tra cui androfilia e ginefilia i quali giungono a designare però solamente l'oggetto verso cui è rivolta l'attrazione (Andro-filo dunque come colui che si sente attratto dall'Andros-uomo/maschio e viceversa) e separando così in tal maniera completamente le definizioni dallo specifico orientamento sessuale.
Esistono inoltre numerosi termini gergali (vedi a questo proposito lo slang LGBT) per definire gli omosessuali e l'omosessualità; alcuni dei quali rientrano di diritto nel lessico dell'omofobia (da checca a finocchio a frocio a culattone a capotreno e via discorrendo). La comunità gay, che comprende magni, non solo essa, possiede di per sé un ricco gergo il quale può essere utilizzato in una subcultura particolare che va dalla comunità ursina (Orso è l'uomo gay irsuto, magari di mezza età e molto spesso in sovrappeso) alla subcultura leather quasi come fosse un linguaggio autonomamente acquisito o "da iniziati" quale fu ad esempio Polari nel Regno Unito e in tutto l'impero britannico almeno fin dal XVI secolo.

## Utilizzo prescritto e usanze in proposito

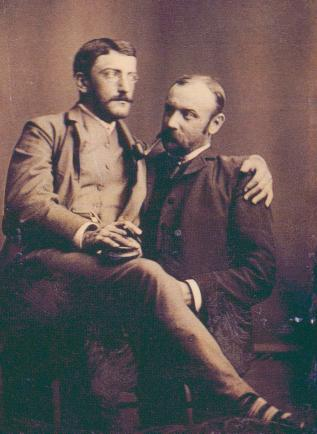
Nel 1890 negli USA la reciproca omoaffettività poteva ancora tradursi in una foto che la immortalasse a beneficio del tempo futuro.

Il termine omosessuale può venire usato come aggettivo per descrivere le forme di attrazione e i comportamenti inerenti alla sfera della sessualità di quelle persone che si sentono sentimentalmente attratte da altri appartenenti al loro stesso sesso.
Uno degli autori della cultura LGBT a New York nonché attivista del "movimento di liberazione omosessuale" Quentin Crisp affermò che il termine più corretto avrebbe invero dovuto essere "homosexualist", aggiungendo che nessuno dichiara: "I am a sexual".
In certi casi - soprattutto dopo la nascita del neologismo gay come "felice auto-identificazione" a cavallo degli anni tra la rivoluzione sessuale e i moti di Stonewall - cominciò ad essere sostenuta l'idea che l'uso di omosessuale in qualità di sostantivo potesse anche considerarsi nella sua qualità offensiva in quanto innanzi tutto si è "persone": l'eventuale omosessualità è semplicemente uno dei tanti attributi della propria umanità.
Anche se non considerano il termine come offensivo un certo numero di persone le quali intrecciano relazioni omosessuali potrebbero obiettare per il fatto di venire descritte o definite come omosessuali "tout court" in quanto si considerano invece più vicini alla caratterizzazione data dalla bisessualità, dalla pansessuale o da un qualche altro orientamento.
Le "guide di stile" dell'Associated Press e di The New York Times raccomandano la limitazione allo stretto necessario nell'utilizzo dei termini. Queste guide consigliano e/o indicano che omosessuale e omosessualità siano per lo più - se non del tutto - evitati, nel timore che il loro uso causi imbarazzo o susciti polemiche.
In particolare la descrizione degli individui come meramente omo-sessuali può risultare offensiva, in gran parte a causa dell'associazione clinica in senso negativo della parola derivante dal suo uso nel descrivere - nell'ambito della medicina in generale e nella psicologia in particolare - l'attrazione provata nei riguardi di persone dello stesso sesso come uno "stato affetto da patologia". Questo prima che l'omosessualità venisse rimossa dall'elenco dei disturbi mentali dall'American Psychiatric Association nel 1973.

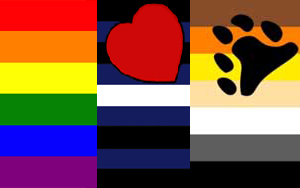
La bandiera arcobaleno, quella della subcultura leather e quella della comunità ursina.

Le persone con uno stesso orientamento sessuale raramente applicano - soprattutto nel mondo anglosassone - tali termini a se stessi e molto spesso gli stessi funzionari e agenzie pubbliche li evitano. Per fare solamente un esempio il Glossary for School Employees  della "Safe Schools Coalition" di Washington indirizzato ai dipendenti del settore scolastico consiglia che il sinonimo di omosessuale da preferirsi in ogni caso sia quello di gay: prosegue poi suggerendo di evitare comunque il termine omosessuale in quanto "cinico, distanziante e arcaico".
Omosessuale e omosessualità tuttavia talvolta vengono ancora ritenuti appropriati se in riferimento esclusivo al "comportamento", sebbene same-sex rimanga anche in questi casi l'aggettivo preferito. Usare omosessuale e omosessualità per riferirsi al comportamento può risultare alquanto impreciso pur non portando con sé le stesse connotazioni potenzialmente offensive quando vengono utilizzati invece per descrivere la persona nel suo insieme. Quando dunque si viene a parlare di "persone" nella lingua inglese omosessuale è considerato un dispregiativo, a cui va preferito in tutti i casi gay o lesbica.

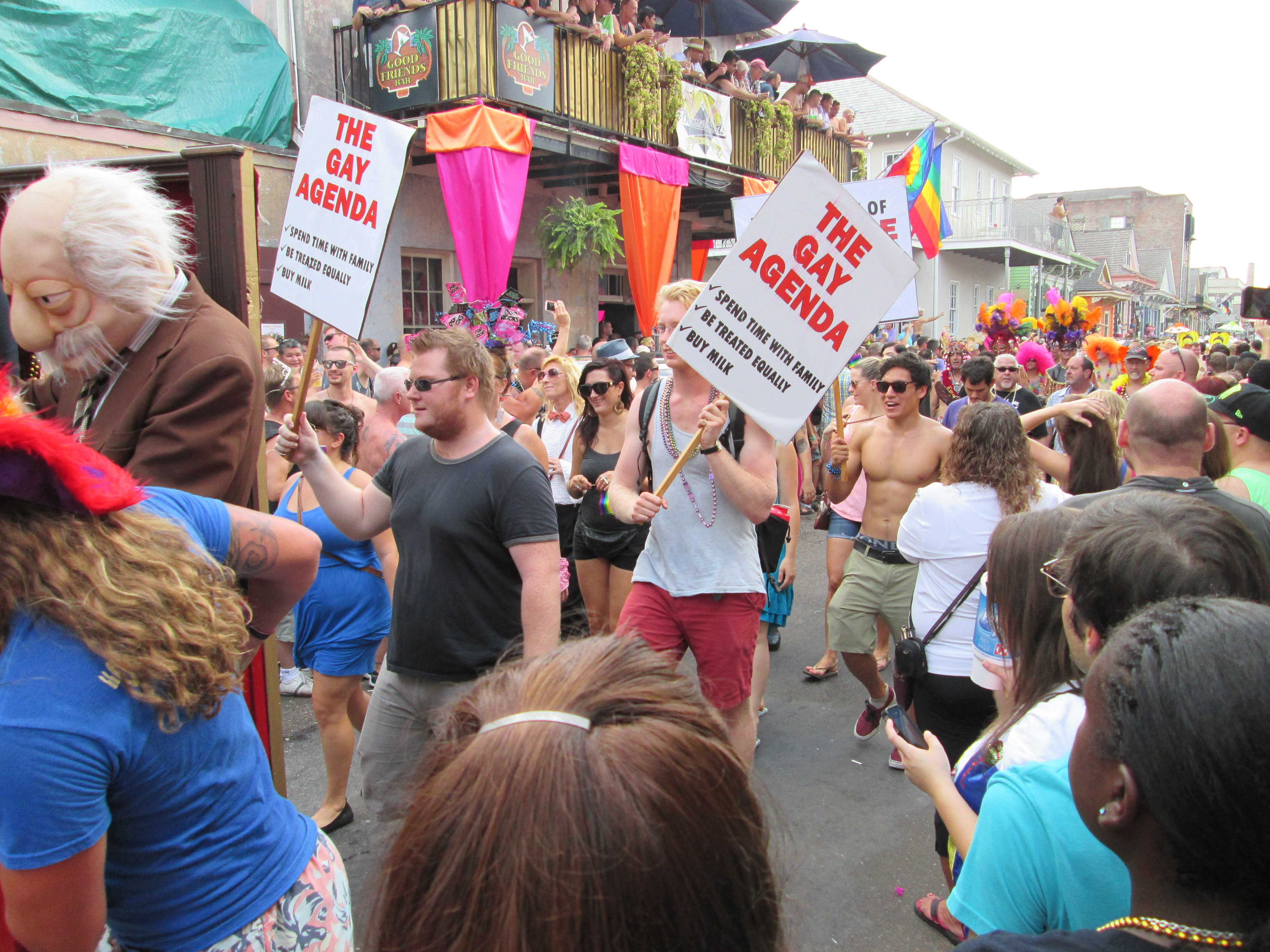
Lagenda gay mentre sfila nel quartiere francese di New Orleans nel 2013.

Si è quindi anche sostenuto che omosessuale pone troppo l'accento alla sfera meramente sessuale a tutto discapito invece del sottolineare l'"umanità" delle persone coinvolte; dovrebbe pertanto essere di fatto evitato quando si vuol descrivere o riferirsi ad una persona. Gay e lesbica sono preferibili in quanto sottolineano invece da parte loro le questioni associate alla cultura LGBT e ai diritti LGBT nel mondo e i suoi derivati.
Anche il New Oxford American Dictionary asserisce che gay è il termine da preferire in qualsiasi contesto sociale ci si venga a provare, dal settore scolastico al mondo lavorativo a quello medico e familiare.
Le persone con un "same-sex sexual orientation" nella stragrande maggioranza dei casi preferiscono anch'esse i termini gay, lesbica o bisessuale; sempre nel mondo di matrice anglosassone i termini più comunemente utilizzati sono gay (sia per gli uomini che per le donne) e lesbica (solo per le donne). Altri termini includono poi "same gender loving" (amore per il proprio genere) e "same-sex-oriented" (orientamento verso lo stesso sesso).
Tra alcuni settori della subcultura gay il "same-sex sexual behavior" viene talvolta considerato unicamente come un piacere prettamente fisico anziché relazionato più ampiamente ad un amore romantico. Nello slang degli afroamericani i "Down-low" (o DL) sono gli uomini che hanno rapporti sessuali con altri uomini, quelli cioè che possono impegnarsi in tali attività di nascosto, mentre di contro cercano invece delle relazioni affettive principalmente con le donne.

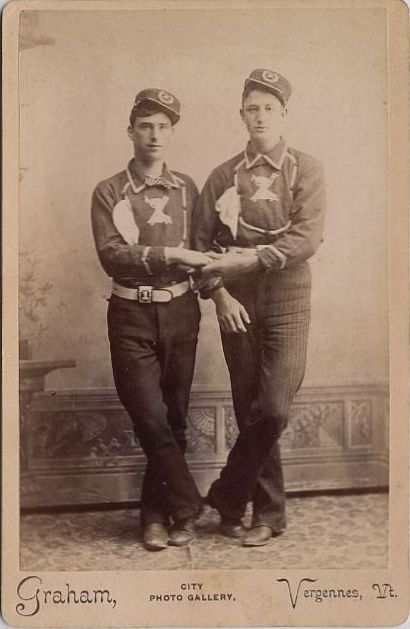
Una coppia di "amici", Vigili del fuoco di Vergennes (Vermont) nel 1870: vedi Storia LGBT negli Stati Uniti d'America.

## Excursus storico
La scelta di termini relativi all'orientamento sessuale può implicare una certa visione politica più o meno caratterizzata e forte e pertanto termini differenti sono stati preferiti rispetto al altri in momenti e in luoghi diversi.
Partendo dall'antichità alcuni dei termini maggiormente in voga e di uso diffuso sono stati via via:

1. Sodomita, con riferimento religioso alla "città maledetta della pianura" Sodoma;
2. Saffica o saffismo, dal nome dell'antica poetessa greca Saffo, educatrice in un tiaso rivolto a giovani donne;

1. Uraniano o uranista, coniato sull'epiteto di Afrodite Urania (cioè "celestiale", "paradisiaca", dal nome greco del cielo, "Ouranos") ed indicata nel Simposio di Platone come la Dea che protegge gli amori omosessuali. Da esso di lì a poco presero il nome i poeti uraniani del tardo XIX secolo;
2. Omofilo/omofilia, composto di omo e philia: una predisposizione amorevole nei confronti di chi si sente essere uguale a sé[17];
3. Lesbica, dall'isola di Lesbo ove viveva ed operava la succitata Saffo;
4. Gay, nato in ambito anglosassone con una netta connotazione identitaria positiva;
5. Two-Spirit (doppio-spirito), tratto dal linguaggio dei nativi americani degli Stati Uniti d'America per indicare lo sciamano che aveva oramai oltrepassato la dualità/dicotomia del genere per porsi al di là - e al di sopra - del ruolo di genere di appartenenza dato dalla nascita come maschio o femmina e che quindi ha raggiunto uno stadio spirituale per l'appunto "duplice" o di doppia spiritualità);
6. "same-sex attracted"... e via di seguito[18].

SGL ("same gender loving", amore per lo stesso sesso) è talvolta favorito fra i membri della comunità afroamericana come un modo per distinguersi da quelle che considerano le comunità LGBT dominate dai bianchi.

Secondo la tesi sostenuta dal pensatore francese omosessuale Michel Foucault nella sua Storia della sessualità (1976-84) prima dell'invenzione quasi contemporanea dei termini omosessuale ed eterosessuale non poteva esistere neppure alcuna auto-identificazione né tanto meno un'indicizzazione basata su tale "differenza", in quanto gli antichi non ragionavano in termini di dicotomia etero-omo bensì di maschio/attivo e femmina/passivo.

Lo storico e filosofo Michel Foucault ebbe a sostenere nella sua Storia della sessualità che le identità sia omosessuali che eterosessuali non emersero fino al XIX secolo inoltrato; prima di quel momento i termini in uso descrivevano esclusivamente le pratiche e non le identità correlate. A sostegno della propria tesi citò il celebre articolo ad opera di Carl Friedrich Otto Westphal intitolato Contrary Sexual Feeling (del 1870) come la data di nascita ufficiale della categorizzazione dell'orientamento sessuale.
Nel suo Simposio l'antico filosofo greco Platone descrisse attraverso il personaggio dell'autore teatrale satirico Aristofane tre definizioni di orientamento o preferenza sessuale (uomo-uomo, uomo-donna e donna-donna), fornendone della accurate spiegazioni per la loro esistenza utilizzando un mito cosmogonico della mitologia greca inventato ad hoc. La "fiaba" narrata è soltanto una delle molteplici prospettive sull'amore descritte nel testo: non può comunque essere automaticamente o implicitamente considerata uguale alle personali idee del filosofo in merito alla questione.
La maggior parte dei discorsi espressi nel corso del celebre Simposio sono alla fine destinati ad essere più o meno criticati in vari modi a partire dal momento in cui il "saggio" Socrate entra in scena verso il termine del banchetto appositamente per correggerne gli errori.

### Terminologia classica

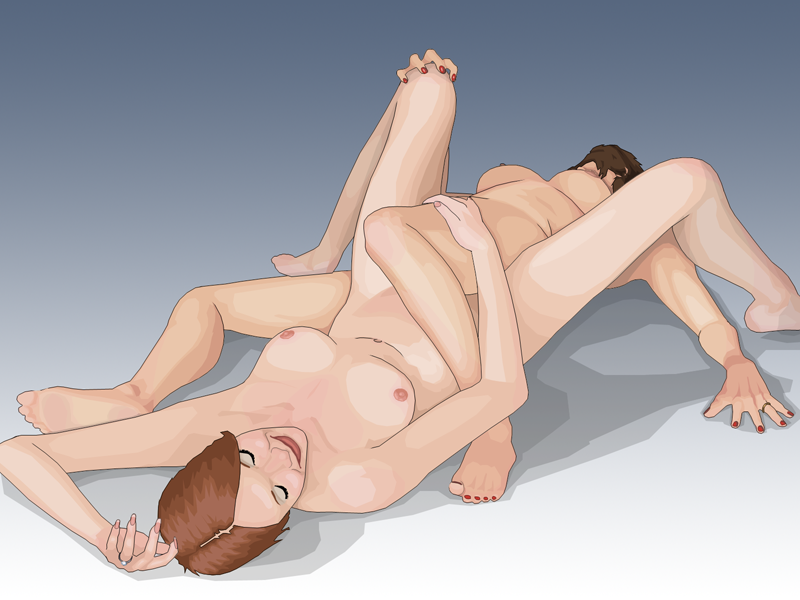
Due donne impegnate nella posizione sessuale detta sforbiciata; in quanto sinonimo di tribadismo è un termine ampiamente dibattuto quando non apertamente contestato tra le lesbiche.

La terminologia dell'antichità classica in ambito sessuale si basa fondamentalmente sulla differenziazione tra attivo/maschio e passivo/femmina.

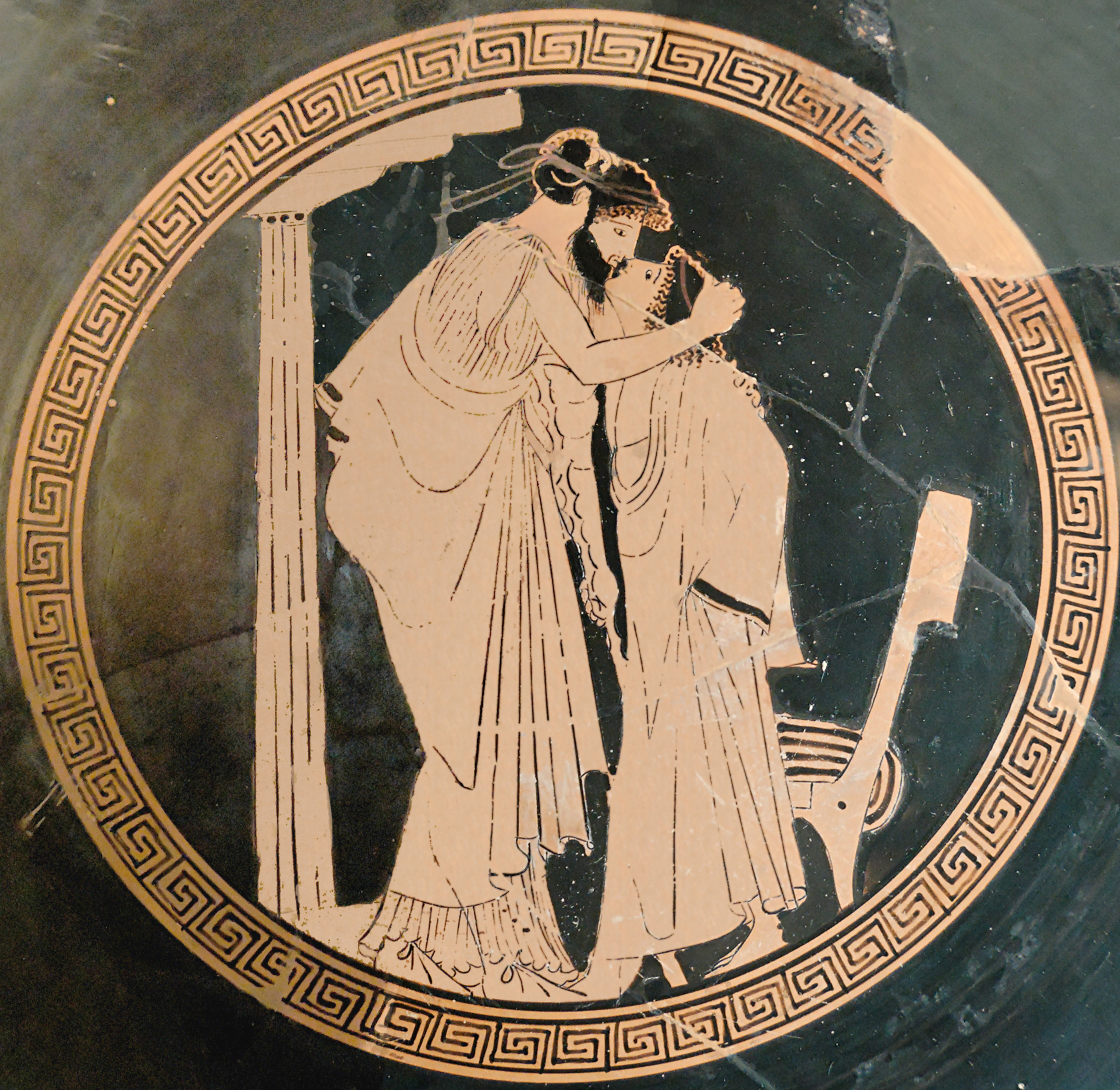
Eromenos (il ragazzo) e un erastès (l'adulto). Interno di una kylix attica a figure rosse, al Museo del Louvre

A seguito soprattutto della pubblicazione dell'opera di Kenneth Dover intitolata L'omosessualità nella Grecia antica nel 1978 i due termini di erastès ed eròmenos sono divenute le parole standard per definire i due ruoli della relazione pederastica. Entrambe derivano dal verbo ἐράω erào col significato di amare (da cui discende pure il nome del dio Eros).
Seguendo l'interpretazione data da Dover sussiste poi una stretta dicotomia tra la figura dell'erastès-ἐραστής (plurale erastai), l'amante più grande visto come partner attivo e dominante, col suffisso tes-τής come complemento di agente, e la parola della lingua greca antica paiderastês, che significava sì "amante dei ragazzi", ma di solito indicato con una connotazione negativa: l'erastes dovrebbe quindi rimanerne distinto contenendo in sé una forma assai più idealizzata di tal amore. L'amante, per come la vede Dover, avrebbe inoltre dovuto essere solo poco più che ventenne e quindi la differenza di età tra i due poteva benissimo anche essere del tutto trascurabile.
La parola eròmenos-ἐρώμενος (plurale eròmenoi) è la forma maschile del participio presente passivo di ἐράω, inteso da Dover come essere il partner passivo e subordinato; un eromenos poteva anche essere chiamato παῖς pàis, "fanciullo". Il παῖς è sempre stato considerato un futuro cittadino e non certo un oggetto inferiore di gratificazione sessuale e con un tal rispetto viene ritratto nelle arti visive e nella scultura greca; la parola può essere intesa anche come un vezzeggiativo, come lo potrebbe usare un genitore e lo si trova anche nella poesia di Saffo, con una designazione in tal caso esclusivamente relativa all'età.
Il partner passivo di contro era anzitutto il kìnaidos/-che muove il culo (il cinedo sculettante), androgynòs-maschio e femmina in uno, bàttalos-che si fa montare, chamaitypos-prostituto, gynnis-effeminato, katapygos-pigliainculo, kòllops-che si fa girare, malakòs-molle.
Pedicare e irrumare: il poeta latino Gaio Valerio Catullo dice pedicabo ego vos et irrumabo ('io ve lo metto sia in bocca che nel didietro').

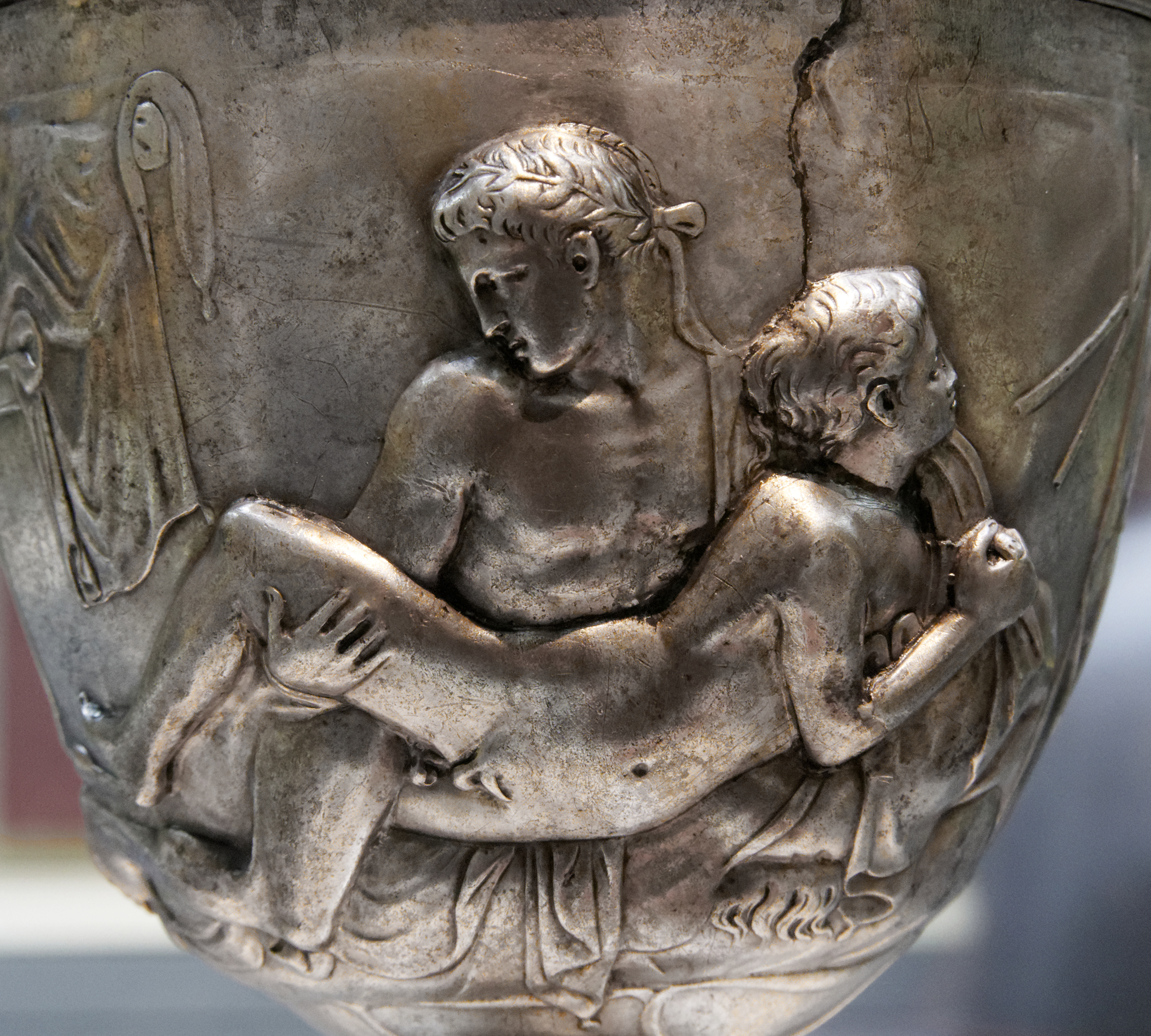
Il lato B della Coppa Warren.

John Boswell ha sostenuto che il termine exoletus distingue un prostituto attivo grezzo nell'aspetto e peloso da uno passivo effeminato, o catamite. Nell'articolo "Some Myths and Anomalies in the Study of Roman Sexuality" (Alcuni miti e anomalie della sessualità nell'antica Roma) pubblicato nel Journal of Homosexuality, James L. Butrica ha sostenuto che il termine non si riferiva necessariamente all'ambito della prostituzione.
La parola si ritrova in Seneca nelle Epistulae 95.24 e in Cicerone nelle Filippiche usata contro Marco Antonio per indicare i suoi ambigui comportamenti sessuali durante la gioventù, per essersi cioè concesso in una maniera interessata ad altri uomini.
Il sostantivo astratto impudicitia (aggettivo impudicus) raffigura la negazione assoluta della pudicitia (morale sessuale, castità); come caratteristica dei maschi spesso implica la volontà e il desiderio di essere penetrati sessualmente. Ballare era espressione, per un maschio, di impudicitia (la danza era difatti caratteristica della prostituta e dell'effeminato).

Anche se in alcuni contesti il cinaedus può denotare l'omosessuale passivo, ed è il termine più frequentemente usato per indicare un maschio che si è lasciato penetrare analmente, un uomo chiamato cinedo poteva bensì, in certi determinati casi, anzi esser considerato molto attraente e desiderabile per le donne (non necessariamente quindi equivale al termine dispregiativo inglese faggot o agli italiani frocio-checca, tranne per il fatto che tutti questi termini vengono usati per deridere e insultare un uomo considerato carente di virilità): con caratteristiche così ambiguamente androgine che le donne possono invero trovare sessualmente anche molto eccitanti).

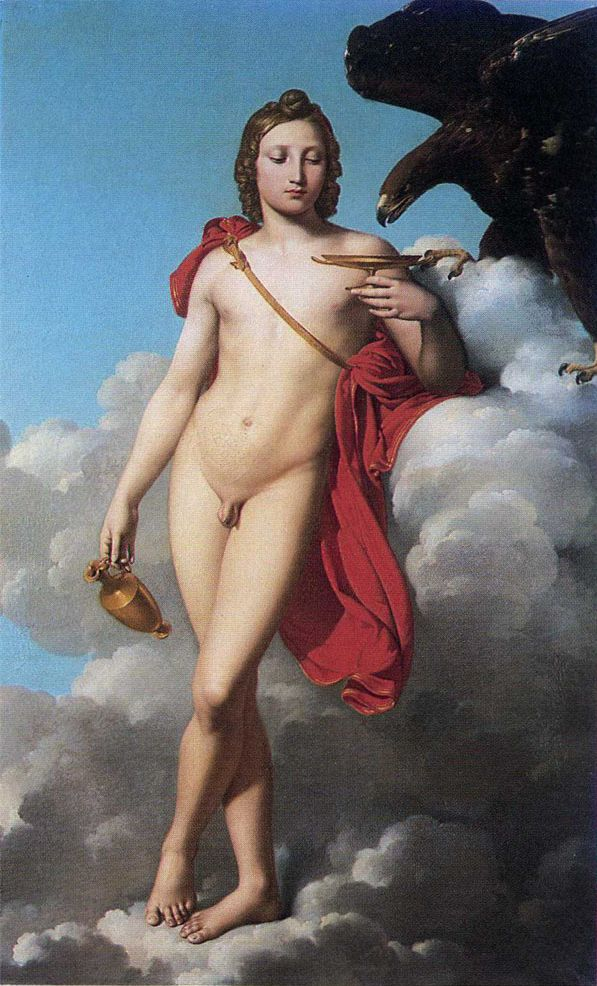
Ganimede in un dipinto del pittore francese del neoclassicismo Jean-Pierre Granger (1779-1840).

Alcuni uomini romani mantenevano poi un concubinus (concubina maschio) in casa fino a quando non si sposavano con una donna: Eva Cantarella ha descritto questa forma di concubinato come "una relazione sessuale stabile, non esclusiva ma privilegiata". All'interno della gerarchia degli schiavi domestici, il concubinus sembra essere stato considerato in possesso di uno status speciale o comunque abbastanza elevato, e che veniva minacciato con l'arrivo di una moglie.
Come il catamite e il puer delicatus (vedi sotto) il ruolo del concubino è stato regolamentato ispirandosi al mito greco di Ganimede (il cui nome in latino diventa Catamitus), il principe adolescente troiano rapito da Zeus affinché lo servisse per l'eternià sull'Olimpo come coppiere personale.
Pathicus era invece una parola un po' "soft" per indicare l'uomo che è stato penetrato sessualmente; deriva dall'aggettivo Greco phatikos (verbo paskhein) ed equivalente al Latino patior-pati-passus (subire, sottomettersi, sopportare e soffrire): il termine passivo deriva proprio dal Latino passus.

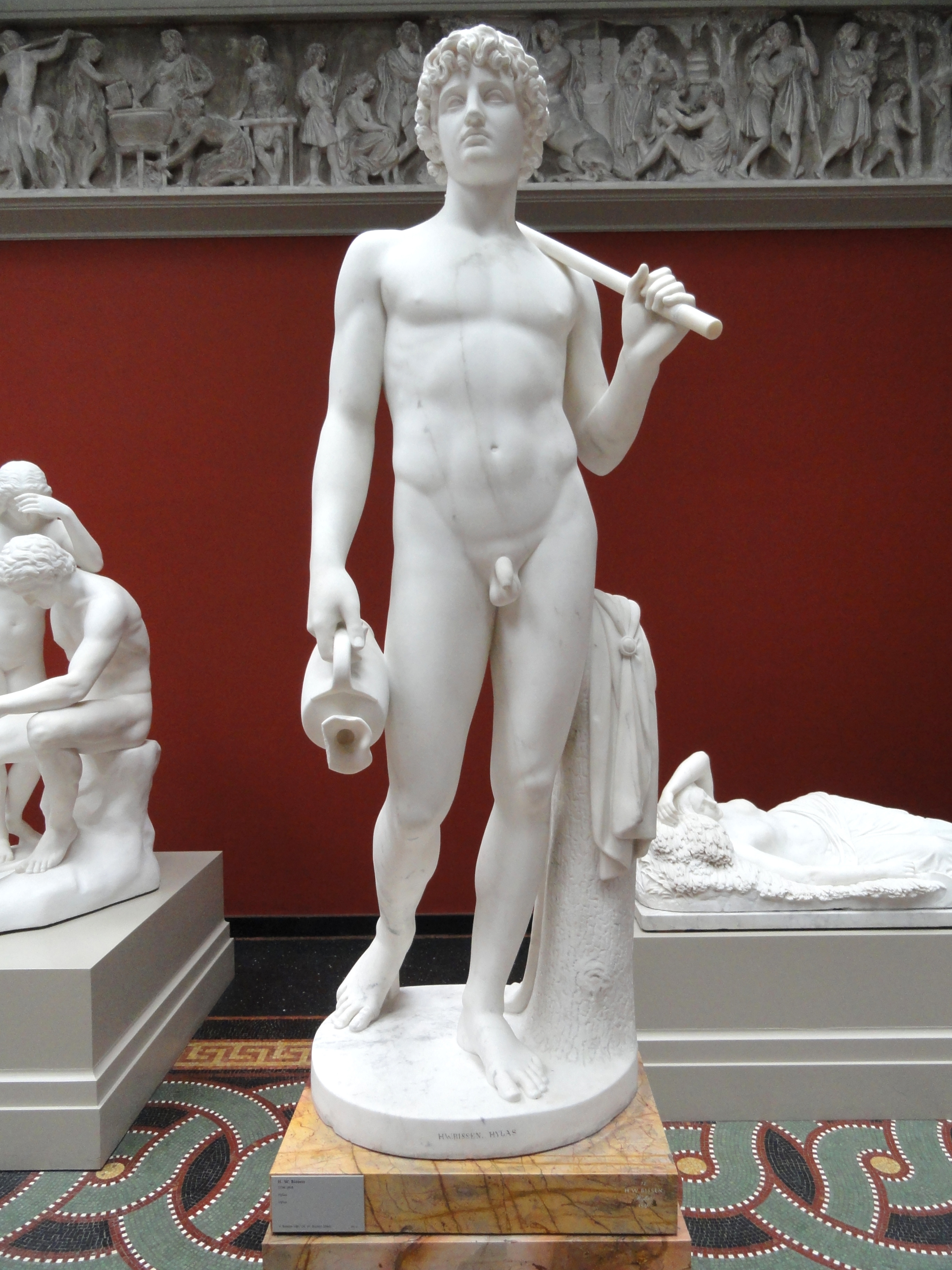
Scultura del 1846 di Herman Wilhelm Bissen che ritrae Ila, bellissimo giovinetto amato dall'eroe e semidio Ercole.

I pueri venivano utilizzati come alternativa sessuale alle donne, cosa che non si poteva assolutamente fare con gli adolescenti maschi nati liberi: accusare un uomo romano d'essere un puer era quindi un insulto contro la sua superiore virilità; questo soprattutto in campo politico. Un cinedo anziano, un omosessuale passivo potevano anche voler presentare sé stessi come puer.
Il puer delicatus era uno "squisito" schiavo giovanissimo, scelto dal padrone per la sua bellezza come giovane amante, citato anche al plurale come deliciae ('dolcetti' o 'delizie').
Nel suo uso moderno del termine, catamite o catamita si riferisce ad un ragazzo adolescente o a un giovane uomo adulto che assume il ruolo di partner sessuale passivo-ricettivo in un rapporto di sesso anale con un altro maschio.
Nel suo antico utilizzo il catamita (in lingua latina catamitus) era un ragazzo che, raggiunta l'età della pubertà, diventava compagno intimo di un giovane uomo nell'antica Grecia e nell'antica Roma, solitamente all'interno di un rapporto implicante anche la pratica della pederastia. È stato utilizzato inoltre come termine di insulto quando veniva diretto contro un adulto, in qualità di sinonimo di "omosessuale passivo".
Il termine pullus indicava genericamente un piccolo animaletto e in particolare il pulcino: era una parola affettuosa usata tradizionalmente per un ragazzo-puer che era stato amato da qualcuno in senso osceno.
Etimologicamente relazionato a puer, anche pusio significa "ragazzetto"; spesso aveva una connotazione spiccatamente sessuale e umiliante. Giovenale indica che il pusio era desiderabile in quanto più compiacente e al contempo meno impegnativo di quanto potesse mai essere una donna.
Infine Scultimidonus è un relativamente raro termine gergale tra i più volgari (equivalente a pezzo di m. o buco di c.) che appare in uno dei frammenti di Lucilio e glossato come: "coloro che elargiscono gratuitamente il proprio orifizio anale-scultima" (cioè la parte corporea più intima di sé, come fosse la parte interna di una prostituta/scortorum intima).

### Tribadismo
Sebbene con questo termine ci si riferisca nella storia contemporanea specificamente ad un atto sessuale compiuto tra donne, in passato era comunemente utilizzato per descrivere in generale l'amore sessuale donna-donna (ovverosia la sessualità lesbica): le donne che avevano un rapporto sessuale con altre donne erano pertanto denominate "tribadi" (Tribads o Tribades nel mondo anglofono). Come spiega l'autore Rictor Norton:
Fricatrice, considerato quale sinonimo di tribade e che si riferisce anche allo "sfregamento", ma che possiede la sua radice nella lingua latina piuttosto che in quella greca, apparve in inglese con una certa sicurezza a partire dal 1605 nel Volpone di Ben Johnson. Il suo uso suggerisce che era maggiormente colloquiale e peggiorativo rispetto a tribade. Le su varianti includono il latinismo confricatrice e l'anglofono rubster.

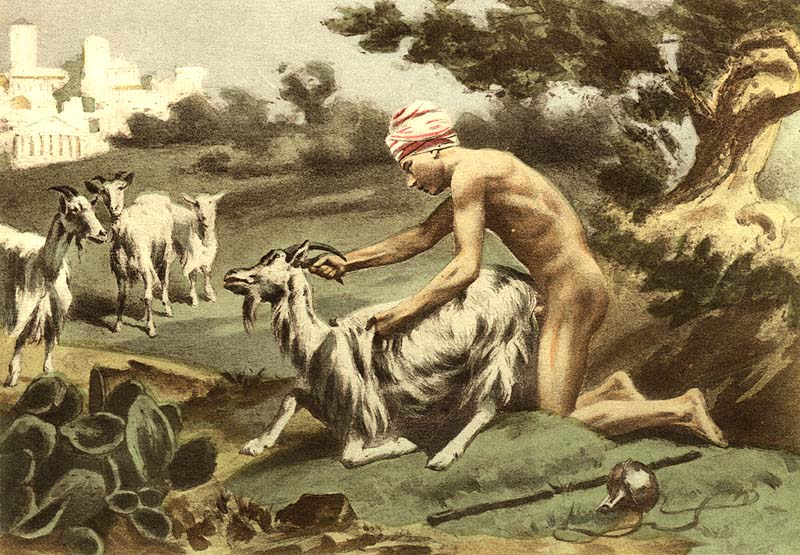
Ancient Greek sodomising a goat di Édouard-Henri Avril (1900).

### Sodomia
Sebbene il sodomita sia stato caratterizzato nell'uso generale per riferirsi a tutta una serie di cosiddetti "atti innaturali" (che potevano andare dalla masturbazione alla pratica della contraccezione al sesso orale: tutto ciò che impediva quindi il "naturale" fine dato dalla riproduzione) sia omo che eterosessuali, solitamente si riferisce ad un maschio omosessuale - nello specifico ilsodomita può distinguersi in "attivo" o "passivo" nell'ambito del sesso anale - anche se il significato autentico è quello di "sessualità non riproduttiva".

Il termine deriva direttamente dal racconto religioso narrato in Genesi riferito alle città mitiche di Sodoma e Gomorra; il cristianesimo ha di conseguenza fatto un esplicito riferimento al "crimen sodomitae" per buona parte della propria storia bimillenaria.

La moderna associazione con l'omosessualità può essere rinvenuta già nel 96 d.C. negli scritti dello storico di origini ebraiche Flavio Giuseppe. Agli inizi del V secolo poi San Girolamo (sacerdote, storico e teologo della nascente Chiesa cattolica istituzionalizzata) usò a scelta le forme "Sodoman", "in Sodomis", "Sodomorum", "Sodomæ" e "Sodomitæ".
La moderna parola della lingua tedesca "Sodomie" e quella della lingua norvegese "Sodomi" si riferiscono invece alla zoofilia. La sodomia nel riferimento storico biblico potrebbe pertanto non riferirsi agli "atti omosessuali" in senso stretto, bensì per l'appunto alla "bestialità" e alla castrazione sia maschile che femminile ai fini della schiavitù sessuale.

Simbologia LGBT: la bandiera dell'orgoglio lesbico è composta da un labrys posto al centro del triangolo nero rovesciato.

### Lesbismo
La scrittrice lesbica Emma Donoghue ha scoperto che il termine "lesbian" (con il suo significato moderno) venne utilizzato nel linguaggio inglese comune almeno dal XVII secolo. Il poema epico del 1732 ad opera di William King (St Mary Hall) (1685–1763) intitolato The Toast usa "amori lesbici" e tribadismo in una maniera perfettamente intercambiabile: "amava le donne nello stesso modo in cui gli uomini le amano, era una tribade".

### Saffismo
Come già accennato all'inizio prende il nome dall'antica poetessa greca autrice dell'Inno ad Afrodite, che visse perlopiù nell'isola di Lesbo e scrisse accorate poesie d'amore indirizzate alle sue giovani allieve. Questo termine fu in uso almeno fin dal XVIII secolo con la connotazione di lesbica.
Nel 1773 una rivista londinese descrisse il sesso tra donne come "passione saffica". La forma aggettivale "Sapphic" non è più comunemente utilizzata nella lingua inglese, anche se poi ha cominciato a guadagnare ancora una volta popolarità all'interno della comunità LGBTQ d'inizio XXI secolo.

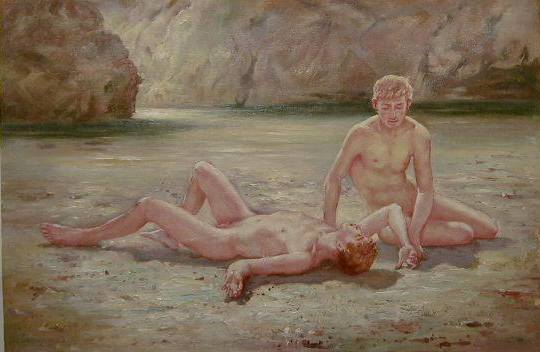
Noonday Heat (1911) di Henry Scott Tuke (1858-1929). Molte delle opere più famose di Tuke sono nudi di giovani uomini e ragazzi, oltretutto l'artista fu strettamente associato al movimento dell'Uranismo.

### Pederastia
In epoca contemporanea la pederastia si riferisce all'attrazione di un uomo adulto nei confronti di maschi nell'età dell'adolescenza o alle istituzioni culturali che supportano/difendono tali relazioni, come accadde ad esempio nella realtà dell'Antica Grecia.
Nei secoli XVIII e XIX tuttavia un tale termine venne riferito solitamente all'omosessualità maschile in generale. Un pederasta era anche la parte attiva nel rapporto anale, sia con un partner maschile che femminile.

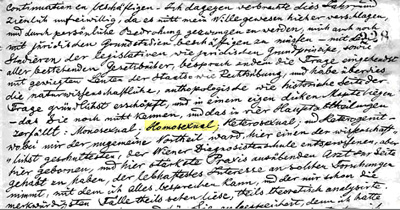
Il termine Homosexual compare per la prima volta in questo testo di Karl-Maria Kertbeny: siamo nel 1868.

### Omosessualità
La parola omosessuale significa 'dello stesso sesso' e comprende il prefissoide greco homo-, 'uguale'.
La prima apparizione nota del termine in stampa si rinviene in un pamphlet tedesco fatto pubblicare nel 1869 e intitolato 143 des Preussischen Strafgesetzbuchs und seine Aufrechterhaltung als 152 des Entwurfs eines Strafgesetzbuchs für den Norddeutschen Bund ("Paragrafo 143 del codice penale prussiano e suo mantenimento come paragrafo 152 della bozza di un nuovo diritto penale per la Confederazione Tedesca del Nord").
Il detto opuscolo venne scritto da Karl-Maria Kertbeny, ma uscì sotto la protezione dell'anonimato; esso sostenne l'abrogazione delle leggi sulla sodomia in vigore in Prussia.
L'autore d'altra parte aveva già utilizzato quella stessa parola in una lettera privata scritta nel 1868 a Karl Heinrich Ulrichs. Kertbeny utilizzò Homosexualität al posto di Urningtum adottato in quel periodo dal suo corrispondente; Omosexualisten ("omosessualisti maschili") invece di Urninge e omosessualistinnen ("omosessualisti femminili") invece di Urninden (da cui omosessualismo).

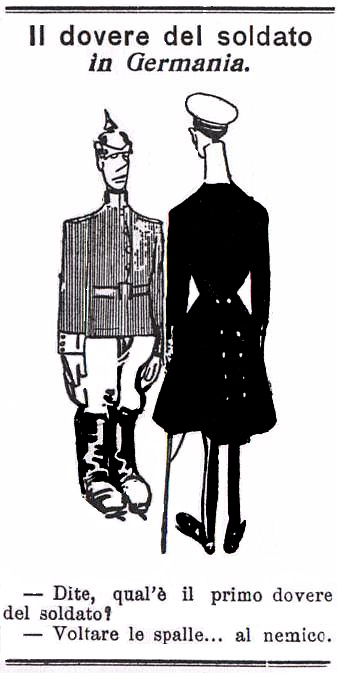
Le vignette satiriche sullo scandalo Harden-Eulenburg impazzarono nei giornali di tutto il mondo, portando alla ribalta internazionale per la primissima volta anche il termine omosessuale (Da "L'Asino", 17/11/1907).

Il primo uso conosciuto di omosessuale in lingua inglese lo si ebbe grazie alla traduzione del neurologo statunitense Charles Gilbert Chaddock - datata 1892 - della Psychopathia Sexualis di Richard von Krafft-Ebing, uno studio approfondito sulle più svariate pratiche sessuali. Il termine fu poco dopo reso assai popolare dallo scandalo Harden-Eulenburg esploso nell'impero tedesco a partire dal 1906.
La stessa parola omosessuale aveva connotazioni assai differenti in quel primo periodo di vita rispetto all'inizio del XXI secolo.
Anche se per alcuni dei primi scrittori che lo utilizzarono l'aggettivo venne riferito a qualsiasi contesto di genere (come ad esempio per indicare anche una scuola femminile) il termine implicò però molto presto un aspetto decisamente sessuale, assumendo così i tratti e le caratteristiche distintive dei loro "portatori". Invero il termine omosocialità viene nel XXI secolo usato per descrivere contesti di "single-sex" che non devono comunque essere per forza di cose anche di natura romantica o sessuale.
L'abbreviazione colloquiale homo per indicare l'omosessuale è un "conio" del periodo interbellico, registrata per la prima volta come sostantivo nel 1929 e come aggettivo nel 1933.
Soprattutto a partire dal mondo anglosassone della fine del XX secolo - ma non solo - viene spesso considerato come un epiteto dispregiativo e i mezzi di comunicazione di massa mainstream ne limitano di conseguenza fortemente il suo uso nel campo informativo.

### Altri termini sessuologici in voga tra la fine del XIX e l'inizio del XX secolo
1. Istinto di antipatia o avversione sessuale: un comportamento sessuale considerato "deviante" delineato per la prima volta nella Pychopathia Sexualis ad opera dello psichiatra Richard von Krafft-Ebing[77].
2. Inversione sessuale: termine preferito dall'esperto britannico di sessuologia Havelock Ellis. La scrittrice lesbica Radclyffe Hall - autrice de Il pozzo della solitudine (1928) - si considerava perciò un'"invertita", tanto da renderlo assai popolare per un certo periodo di tempo[78].
3. Ermafroditismo psicosessuale: cioè bisessualità. Si credette che gli uomini gay desiderassero avere un corpo femminile e che le lesbiche di contro invece bramassero un corpo maschile. In definitiva dei bisessuali che desideravano diventare intersessuali[79]

I termini pansessuale, omnisessuale, fluido e Queer sono considerati come parte del termine generale bisessuale (e quindi sono considerati parte della comunità bisessuale). Allo stesso modo, i termini transessuale e intersessuale sono considerati come parte del termine generale transgender, sebbene molte persone transessuali e intersessuali non siano d'accordo su questo punto. Alcune persone intersessuali preferiscono la sigla LGBTI, mentre altri insistono che non sono parte della comunità LGBT e non vorrebbero essere inclusi come parte nel termine LGBT.
1. Il sesso intermedio: del tutto similare all'inversione sessuale. Edward Carpenter ritenne che gli uomini gay possedessero un corpo maschile con un temperamento/sensibilità femminile; viceversa per le lesbiche[82].
2. Similsessualismo: sinonimo di omosessualità[83]
3. Intersessualità[84]
4. Uranismo o Urning: coniato dal pioniere del primo movimento omosessuale Karl Heinrich Ulrichs.

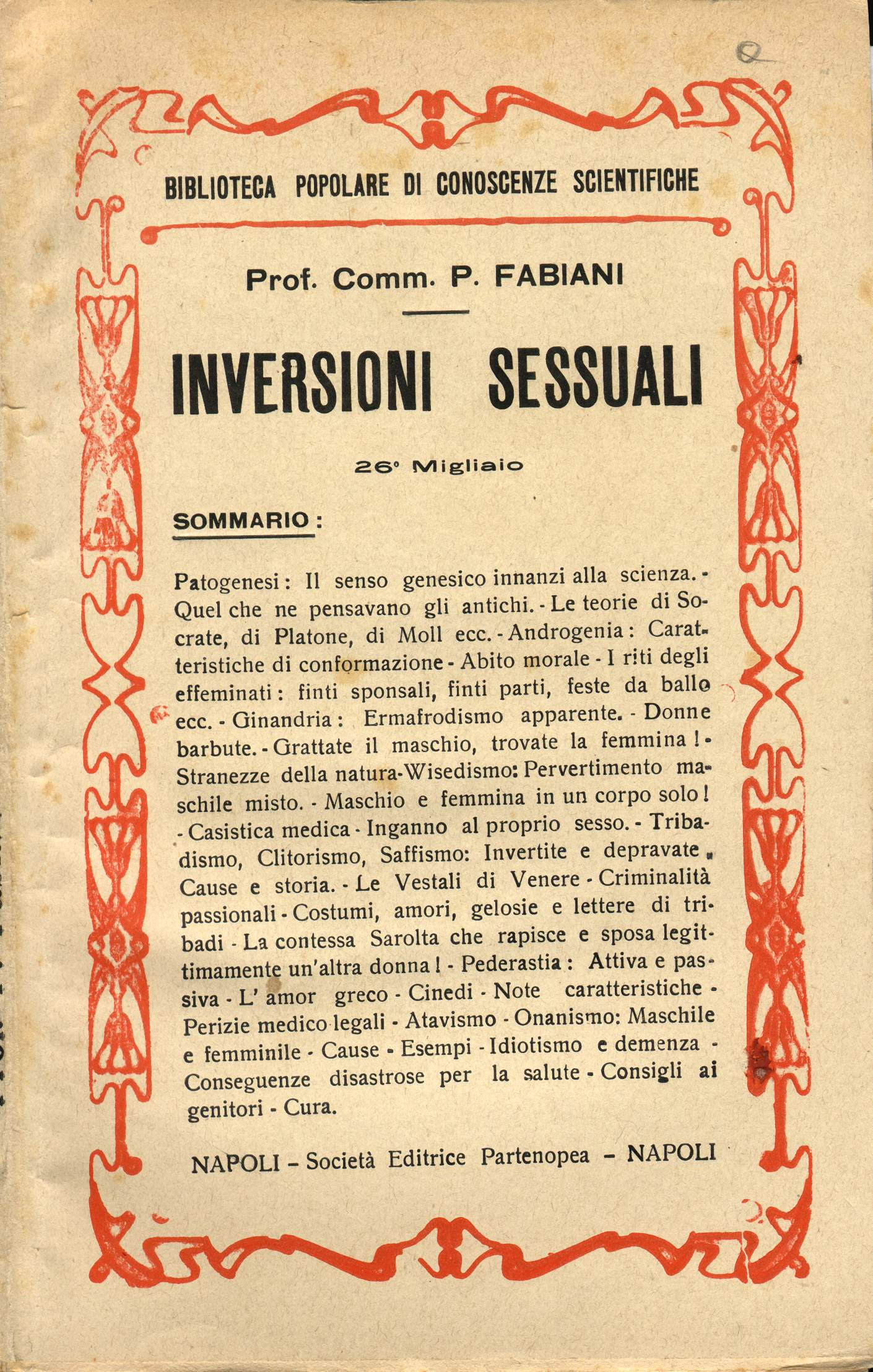
Copertina del libro di Pietro Fabiani, Inversioni sessuali, Partenopea, Napoli 1900

5. Terzo sesso

### Omosessualismo
L'omosessualismo è un neologismo nato all'inizio del XX secolo partendo dalla parola omosessualità più il suffisso -ismo, che, a uso corrente, identifica chi sostiene gli omosessuali (non necessariamente appartenente alle persone LGBTQI). Dopo la sua nascita ha assunto una connotazione negativa.
A inizio novecento il termine tedesco relativo all'omosessualità oscillò tra due forme: "homosexualismus" (omosessualismo) e "homosexualität" (omosessualità); nel tempo fu la seconda a prevalere.

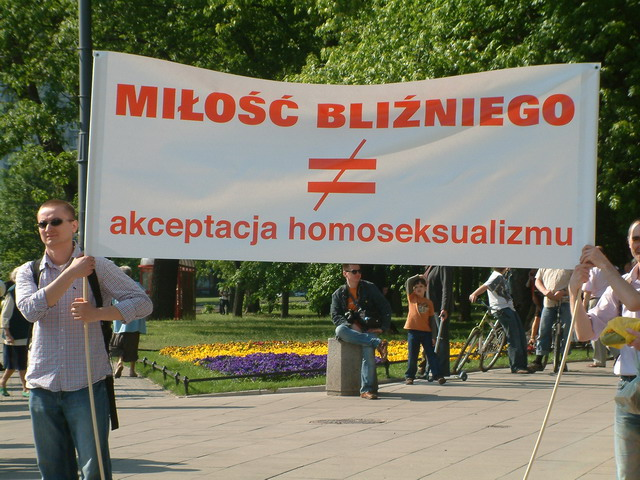
Amore per il prossimo ≠ accettazione dell'omosessualismo; contro-manifestanti del gay pride a Varsavia nel 2007.

Il termine nasce (con la sua connotazione odierna) nel 1957 nella sua forma negativa (anti-omosessualismo) in riferimento a chi diffondeva la cultura anti-omosessuale e omofoba negli Stati Uniti d'America.
Nel tempo il concetto è stato assimilato e quindi associato dai gruppi conservatori a chi era promotore delle istanze LGBTQI (sia che esso fosse interno o esterno a tale gruppo).
Con il tempo è stato accostato anche alla teoria del gender (il presunto complotto che vedrebbe il movimento omosessuale tentare di reclutare le giovani generazioni con l'intento di distruggere l'umanità) e alle presunte lobby gay.

### Omofilia
Popolare nei decenni che vanno dai primi anni 1950 alla seconda metà degli anni 1960 (e tuttora usato occasionalmente, in particolare per iscritto dal clero della Chiesa anglicana), il termine omofilo fu un tentativo di evitare le implicazioni cliniche della patologia sessuale trovata con la parola omosessuale, sottolineandone invece l'amore (-phile).
In Norvegia esso è ancora ampiamente usato.

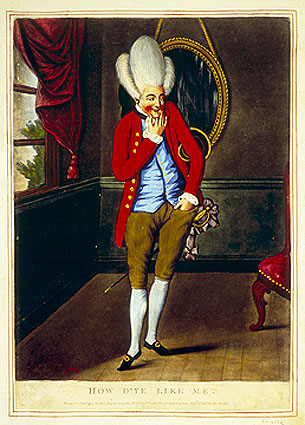
Stampa del XVIII secolo raffigurante lo stereotipo di effeminatezza ("macaroni" o "molly").

### Effeminatezza
Con il termine effeminatezza si sogliono descrivere quei tratti caratteriali di un maschio a cui viene associata una natura maggiormente femminile rispetto a quella sua maschile d'appartenenza; ciò a causa di comportamenti, modi di fare, stile e ruolo di genere assunti. Applicato ad un portamento e/o aspetto più aggraziato e, per l'appunto, "femmineo" rispetto a quanto sia più logico attendersi da un uomo: utilizzato generalmente in modo critico o per mettere in ridicolo la persona indicata come effeminata.
Nel corso della tradizione occidentale l'effeminatezza è stata spesso considerata alla stregua d'un vero e proprio vizio, indicativa di personaggi dai tratti innati negativi, spesso con un intento peggiorativo nei riguardi delle "tendenze omosessuali" da parte di chi manifestava modi effeminati.
Nella cultura contemporanea un maschio effeminato può esser paragonato ad un bellimbusto vanesio o a un damerino, simile alla figura del dandy ottocentesca.

## Nuovi termini accademici
Non tutti i termini che sono stati utilizzati per descrivere la sessualità tra persone dello stesso sesso sono anche automaticamente dei sinonimi del moderno omosessualità. La giornalista tedesca Anna Rüling, una delle prime donne a difendere pubblicamente i diritti degli omosessuali, li considerò ad esempio un terzo genere o terzo sesso, diversi quindi sia dagli uomini che dalle donne.
Espressioni come androfilia e ginefilia hanno cercato di semplificare il linguaggio dell'orientamento sessuale senza dover fare dichiarazioni esplicite sulla propria identità di genere. Tuttavia, non sono mai stati comunemente usati.

## Espressione gergale
Esistono poi dei linguaggi consolidati di gergo (talvolta noti come "canguri"/cants) come Polari in uso in Gran Bretagna, Swardspeak nelle Filippine, Bahasa Binan in Indonesia e Kaliardá (Καλιαρντά) in Grecia.
Una gran varietà di termini gergali LGBT sono stati utilizzati sia storicamente che contemporaneamente all'interno della comunità gay e del movimento LGBT.
Oltre alla stigmatizzazione che circonda l'omosessualità, i termini sono stati influenzati anche e soprattutto dai radicati tabù che circondano la sessualità in generale, producendo in tal maniera un certo numero di eufemismi. Una persona gay può allora essere descritta come "quella strada", "un po' divertente", "stare sul bus", "battere per l'altra squadra", "un amico di Dorothy", "essere dell'altra sponda" o "indossare scarpe comode" (quest'ultimo per riferirsi alle donne).
Tali eufemismi stanno comunque diventando sempre meno comuni in quanto l'omosessualità diventa maggiormente visibile.
L'attivista statunitense Harry Hay ebbe spesso ad affermare che negli anni 1930 e 1940 gli omosessuali si definivano dei "temperamentali".

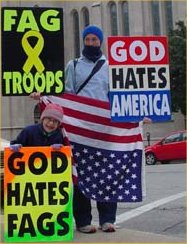
"Dio odia i froci e "Dio odia l'America" della Chiesa battista di Westboro in Oklahoma nel 2005.

## Omofobia

### Agenda Gay
L'agenda gay o agenda omosessuale (dall'inglese gay agenda e homosexual agenda) è un termine introdotto da settori della destra religiosa cristiana Teocon (principalmente negli Stati Uniti d'America) per etichettare in modo dispregiativo la difesa dell'accettazione delle persone LGBTI (in particolar modo il termine si riferisce agli sforzi per cambiare le politiche e le leggi governative sulle questioni relative ai diritti LGBT nel mondo).
Inoltre questo termine è stato usato anche dal Conservatorismo sociale e da altri gruppi per descrivere i presunti obiettivi complottisti degli attivisti per i diritti LGBTI come il reclutamento omosessuale, la teoria del gender o la lobby gay

### Reclutamento omosessuale

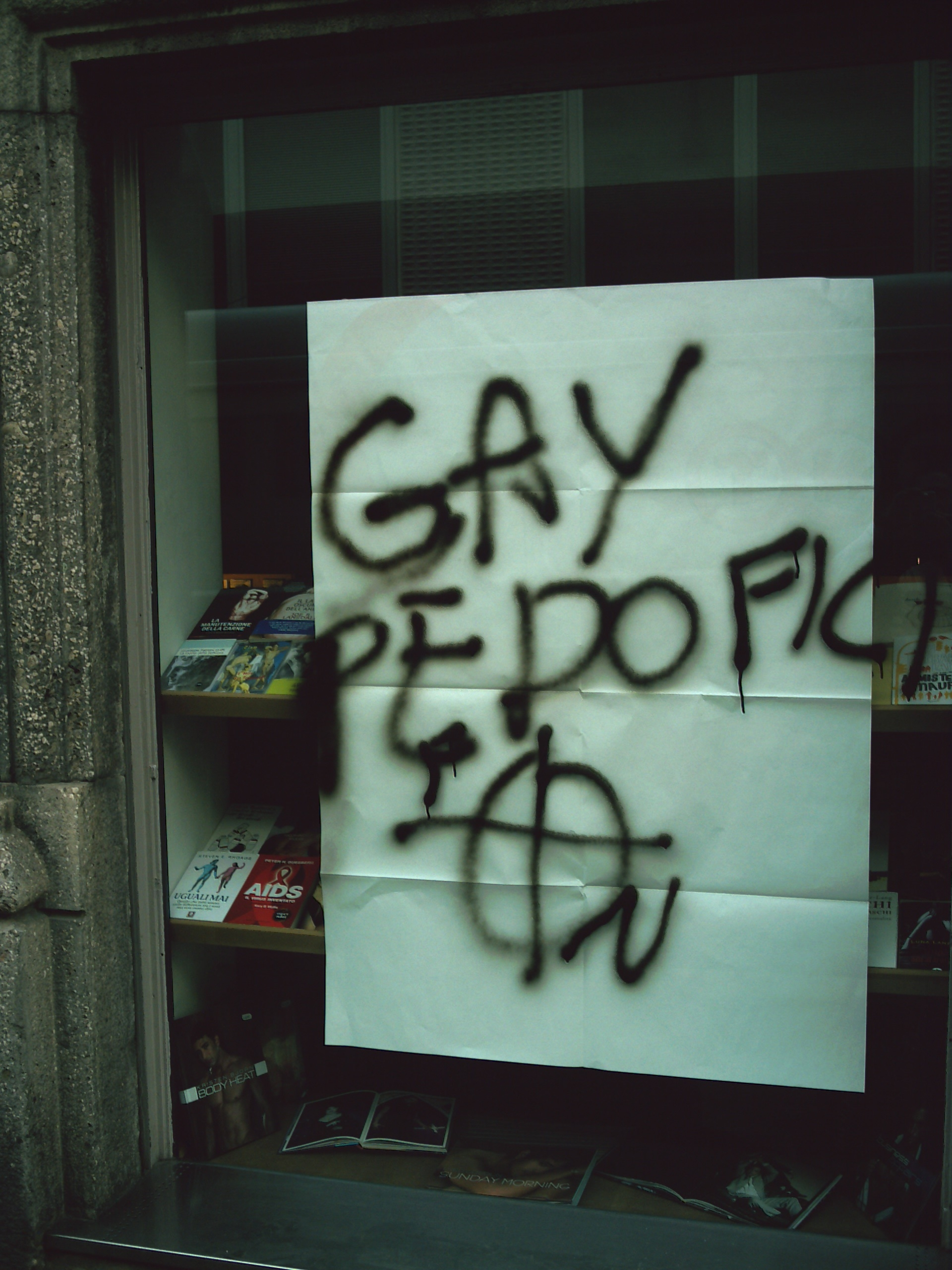
Associazione tra omosessualità e pedofilia in una scritta di estrema destra a Milano nel 2006.

Il reclutamento omosessuale è una teoria del complotto nata anch'essa negli USA alla fine degli anni 1970, dal panico morale, nato tra gli ambienti fondamentalisti e conservatori, che vedeva le persone LGBT impegnate deliberatamente e su vasta scala per tentare di "convertire" le persone eterosessuali ad adottare lo "stile di vita gay".
Le accuse di tale reclutamento sono state usate in opposizione ai programmi di prevenzione dell'HIV, alla legislazione anti-bullismo, alle leggi contro la discriminazione, ai dibattiti interni al femminismo, ai diritti LGBT e contro l'istituzione di programmi scolastici Gay-Straight Alliance.

### Lobby gay

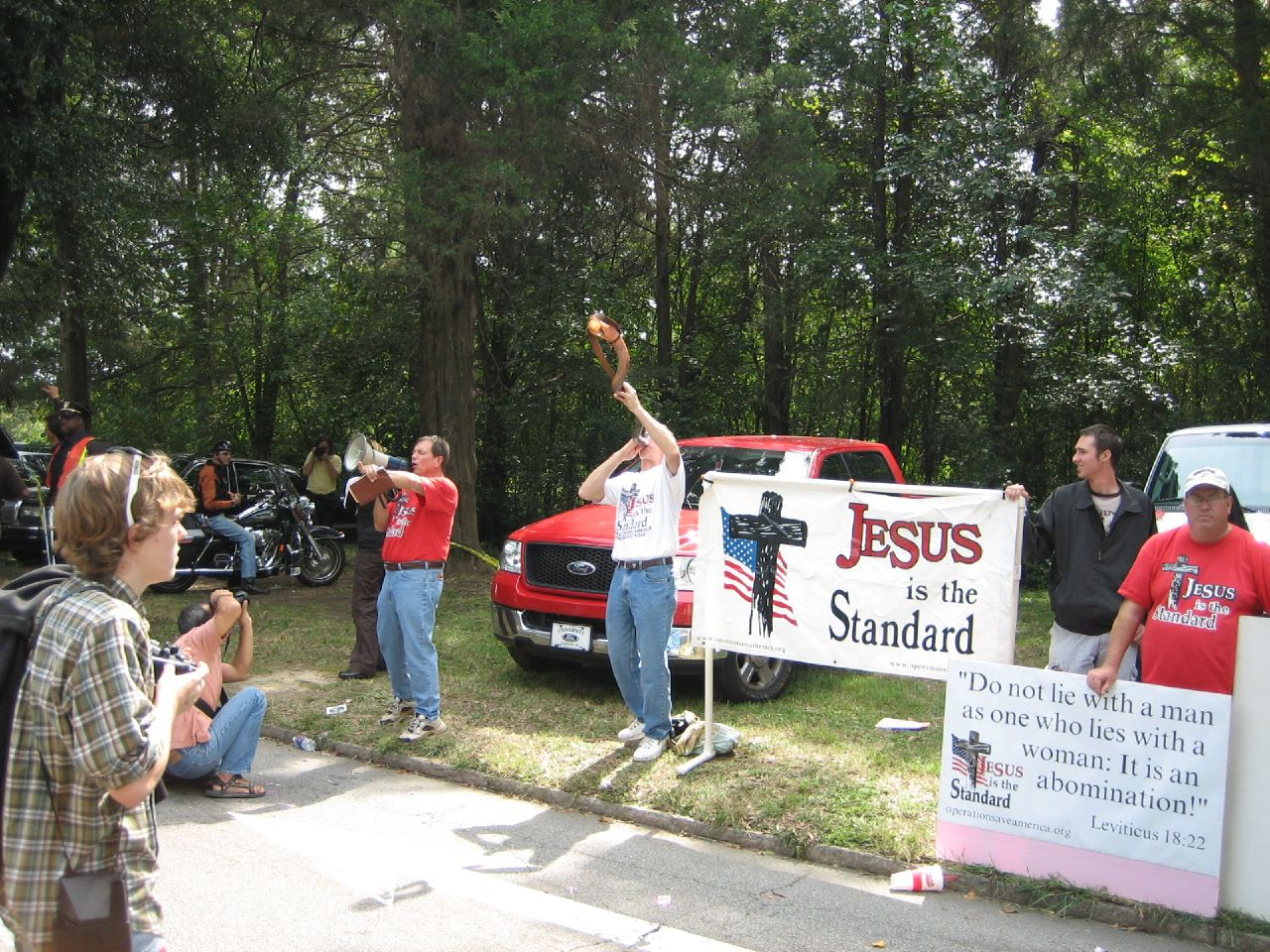
Opposizione ai diritti LGBT di tipo religioso.

La lobby gay (in lingua inglese definita anche col termine peggiorativo di "gay mafia") è una definizione complottista che accenna ad un presunto gruppo di pressione o lobbisti a favore dei diritti LGBT.
Viene generalmente associata a gruppi di elevata influenza posti in posizioni di rilievo nei settori della moda e del mondo dello spettacolo, dell'intrattenimento e anche in politica, in ambito informativo fino alla vita di tutti i giorni.
Viene più spesso utilizzata quando questi sforzi a favore dell'espansione dei diritti a favore e sostegno delle minoranze sessuali includono il boicottaggio e le analoghe iniziative volte a soffocare gli opposti punti di vista sulle questioni che interessano particolarmente al movimento LGBT e alla cultura lesbica.
La parola è stata ampiamente utilizzata dai media nel corso degli Anni 1980 e 1990 (da quando è stata spesso utilizzata nelle pagine del New York Post). Il termine è usata anche per descrivere la fantomatica "cospirazione" di gay, lesbiche, bisessuali e transessuali in atto per rovesciare l'ordine morale tradizionale (la cosiddetta "agenda gay").
Il quotidiano britannico The Sun l'ha utilizzata nel 1998 in risposta a ciò che sosteneva essere una rappresentazione di persone gay nel Gabinetto del Regno Unito dominato dal Partito Laburista.
Si può riferire infine anche a quegli omosessuali percepiti come presenti e organizzati all'interno della Chiesa cattolica (sebbene non vi siano prove che avvalorino la presenza di gruppi organizzati di omosessuali all'interno di essa).

## Auto-identificazioni contemporanee

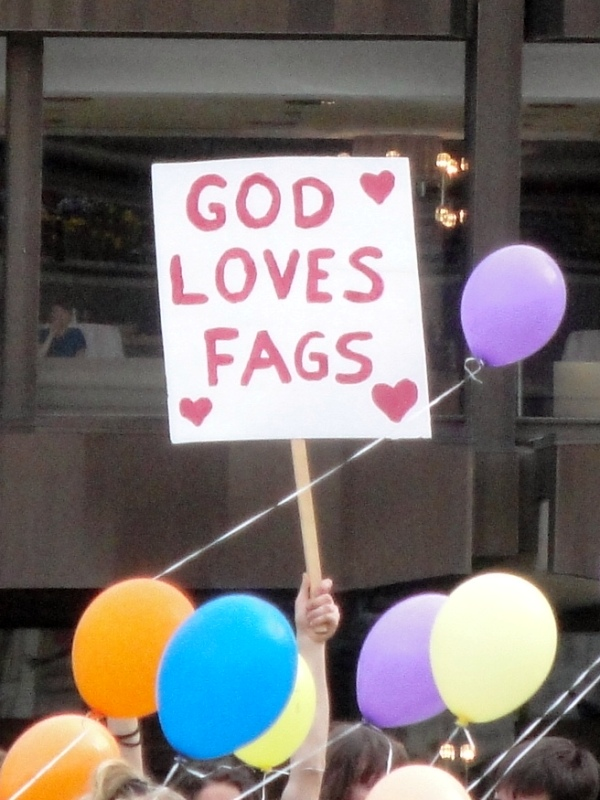
Dio ama i froci al Gay pride di Lipsia del 2013.

### Gay
Anche se la parola era originariamente sinonimo di "felice" o "allegro", nel corso del XX secolo è venuta gradualmente a designare qualcuno che è attratto romanticamente e/o sessualmente da appartenenti del proprio stesso sesso o identità di genere.
La radice di questa parola è quella dell'antica lingua occitana (più esattamente, lingua occitana antica) gai: "allegro", "gaio", "che dà gioia" (come "lo gai saber", "la gaia scienza", che per i trovatori è la scienza d'Amore), che attraverso la lingua francese passò in inglese come gay. Qui la parola acquisì nel XVIII secolo il senso di "dissoluto", "anticonformista" (come in "allegro compare").
Il significato peggiorò nell'XIX secolo, fino a voler dire "affetto da lussuria", "depravato". Ecco perché, nell'Inghilterra dell'Ottocento, una gay woman era "una donnina allegra" cioè dedita alla prostituzione, mentre una gay house ('casa allegra') era un bordello. La connotazione omosessuale della parola, in questa fase, non era ancora presente.
La connotazione dell'omosessualità si ha solo nell'inglese parlato negli USA prima del 1920, anno dal quale iniziano a moltiplicarsi le attestazioni dell'uso del termine gay col significato di omosessuale (riferito ai soli uomini, e non senza un beffardo parallelo con la gay woman), nel gergo della subcultura statunitense, in cui oggi viene usato anche il sinonimo faggot/frocio, considerato però con un'accezione molto volgare.
Nel corso del decennio 1930 il termine "gay" era già compreso dalla massa dei parlanti americani col senso di "omosessuale": lo rivela un film del 1938, Susanna!, nel quale l'attore Cary Grant è sorpreso, per un malinteso comico, in vesti femminili. A chi gli chiede il perché, risponde stizzito: "Because I just went gay all of a sudden!", "Perché sono appena diventato gay tutto d'un tratto!"
Il "grande salto" nell'uso di questo termine avvenne comunque solo nel 1969 a seguito dei moti di Stonewall, con la nascita negli USA del nuovo "movimento di liberazione omosessuale" denominato Gay liberation.

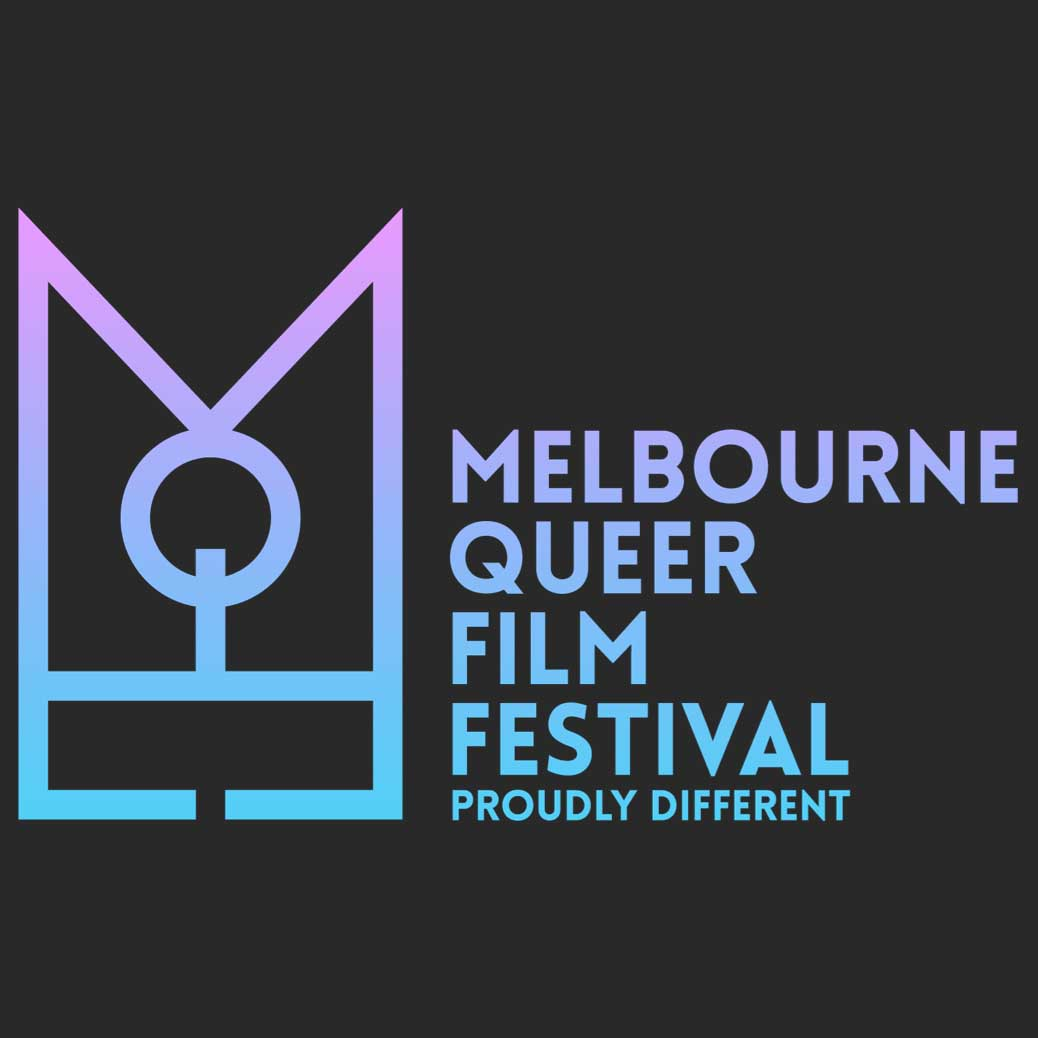
Il logo del Melbourne Queer Film Festival.

### Queer
Queer è un termine della lingua inglese che tradizionalmente significava "eccentrico", "insolito". Il termine sembra essere connesso col tedesco "quer" che significa "di traverso, diagonalmente".
L'uso del termine nel corso del XX secolo ha subito diversi e profondi cambiamenti e il suo uso è tuttora controverso, assumendo diversi significati all'interno di diverse comunità. In lingua italiana si usa per indicare quelle persone il cui orientamento sessuale e/o identità di genere differisce da quello strettamente eterosessuale o cisgender: un iperonimia, si potrebbe dire, per persone gay (omosessuali), lesbiche, bisessuali, asessuali, transessuali, transgender e/o intersessuati.
Non è però un sinonimo di LGBT (Lesbian Gay Bisex Transgender) o gaylesbico. Il termine queer nasce anche (e soprattutto) in contrapposizione agli stereotipi diffusisi all'interno dello stesso ambiente gay.
Nel decennio 1990 si è imposto all'attenzione internazionale il New Queer Cinema. 

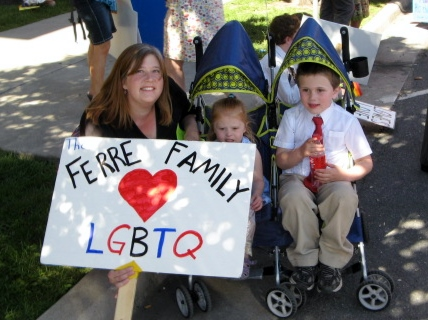
"Il futuro è la famiglia LGBTQ", in italiano famiglie Arcobaleno.

### LGBTQI
LGBT è un acronimo utilizzato come termine collettivo per riferirsi a persone Lesbiche, Gay,
Bisessuali e Transgender. In uso fin dagli anni 1990 il termine è un adattamento di LGB, che aveva iniziato a sostituire il termine gay per indicare la comunità LGBT dalla fine degli anni 1980, in quanto molti trovavano che il termine comunità gay non rappresentasse accuratamente tutti coloro a cui il termine si riferiva. La sigla è diventata velocemente un'auto-designazione convenzionale ed è stata adottata dalla maggior parte di centri sociali e media basati su sessualità e identità di genere.
L'acronimo LGBT ha lo scopo di enfatizzare la diversità delle culture basate su sessualità e identità di genere e a volte è utilizzato per riferirsi a chiunque sia non-eterosessuale e non-cisgender invece di persone che sono esclusivamente lesbiche, gay, bisessuali o transgender. Per riconoscere questa inclusione una popolare variante aggiunge la lettera Q per chi si identifica come Queer o sta interrogando la propria identità, creando la sigla LGBTQ, registrata fin dal 1996.
Infine alcune persone intersessuali che vogliono essere incluse in gruppi LGBT suggeriscono un acronimo esteso LGBTI. Alcune persone combinano i due acronimi e usano il termine LGBTQI.
Fino alla rivoluzione sessuale degli anni 1960 non esisteva una terminologia generalmente riconosciuta per descrivere la non-eterosessualità, che non avesse un significato spregiativo (ad esempio sodomiti). Un possibile termine correlato era "terzo sesso", che risale agli anni 1860 del XIX secolo, ma non prese mai piede negli Stati Uniti.

### Versatile

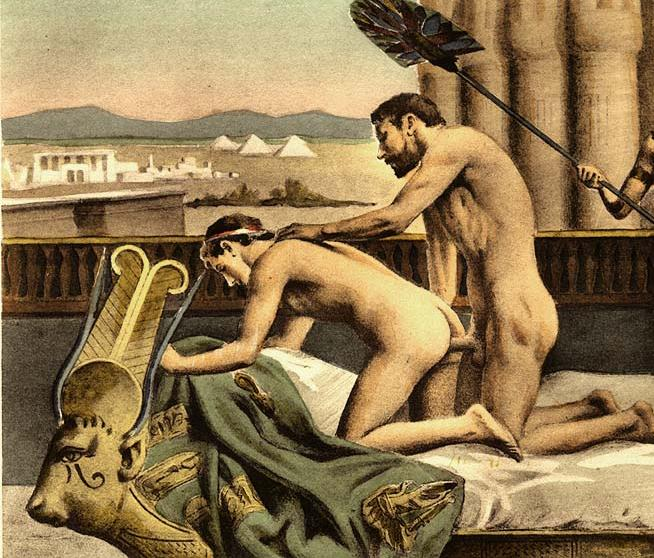
Dipinto erotico di Édouard-Henri Avril raffigurante in dettaglio Adriano (Top) e Antinoo (Bottom).

I termini attivo/Top, passivo/Bottom e versatile nel Comportamento sessuale umano descrivono i ruoli durante il rapporto sessuale, specialmente tra due partner omosessuali, ma non solo: questi termini possono essere elementi di auto-identità, che indicano di solito la preferenza di un individuo, ma che potrebbero descrivere anche identità psicosessuali più ampie.
Nello specifico colui che si definisce versatile si può impegnare facilmente in entrambe le attività, una persona quindi che non ha una netta preferenza né come attivo né come passivo (o all'interno del BDSM, dove viene spesso usato il termine switch, né nettamente dominante né prettamente sottomesso) e può quindi alternarsi nelle varie situazioni. Comunemente descrive il passaggio da attivo a passivo nel corso di un incontro sessuale tra uomini, in cui entrambi i partecipanti penetrano e vengono penetrati.
La versatilità è un concetto divenuto presto anche uno stile di vita. Nelle grandi metropoli degli Stati Uniti d'America gli uomini gay si considerano per la maggior parte dei casi versatili, non solo nel ruolo eminentemente sessuale da assumere, ma anche nella scelta degli atti particolari (come ad esempio il sesso anale e il sesso orale o nella masturbazione reciproca). La versatilità comprende anche la suddivisione dei compiti e delle responsabilità all'interno di una relazione.
Secondo alcuni dei soggetti coinvolti il vivere uno stile di vita versatile implica anche una certa apertura verso cose nuove e a un'opposizione a tutte le facili etichettature, stereotipi e generalizzazioni. Pertanto questo concetto si differenzia marcatamente dalla comune relazione eterosessuale in cui la compatibilità sessuale è data in larga misura proprio dalla distinzione tra maschile/attivo e femminile/passivo.
Uno studio austriaco del 2009 sulla pornografia gay ha dimostrato che almeno l'82,4% di tutti gli uomini impegnati nell'industria del sesso sono versatili in un qualche momento della loro carriera: considerate le prestazioni di 5.556 attori, solo il 10,8% era esclusivamente attivo mentre il 6,8% esclusivamente passivo. La ricerca ha anche concluso che l'attore col pene più grande aveva però anche più probabilità di agire in un ruolo attivo.
La versatilità è infine un tema comune dell'arte erotica di Tom of Finland.

### Side
Con il termine side si descrive una persona gay che non pratica sesso anale e che perciò non si identifica con i termini attivo/top, passivo/bottom o versatile.
Questo termine viene utilizzato prevalentemente nella letteratura statunitense per indicare un'alternativa alla comune classificazione binaria, che suddivide il ruolo delle persone gay in attivo e passivo (o entrambi). In questa accezione side indica la non affinità a tali classificazioni binarie.